# Sylwester Wardęga
Sylwester Adam Wardęga, ps. SA Wardega (ur. 31 grudnia 1989 w Mławie) – polski niezależny twórca filmowy, youtuber i performer. Do maja 2018 roku prowadził najpopularniejszy polski kanał na YouTube, kiedy to przebił go Blowek.

## Działalność
W 2011 zaczął publikować filmy w serwisie YouTube. Rozpoznawalność poza Polską zdobył dzięki filmikowi Mutant Giant Spider Dog, który w ciągu tygodnia wyświetlono ponad 33 miliony razy, zaś w całym 2014 roku 118 milionów razy, dzięki czemu stał się najpopularniejszym filmem w tym serwisie w 2014 i zdobył nagrodę YouTube Rewind.
Kręcone przez niego filmy, w których żartuje z policjantów lub „trolluje” ich, przyniosły mu problemy z prawem.
Jego aktualny kanał, założony w 2014, to „Wataha – Krulestwo”, gdzie zajmuje się komentowaniem działań innych youtuberów, czyli tzw. commentary. Wardęga nagrywa filmy, na których przedstawia aktualne wydarzenia na polskim YouTube. Jak przyznał, cieszy go fakt, że udało mu się zbudować społeczność, która regularnie śledzi jego najnowsze materiały czy transmisje live.
W 2022 roku miał najdłuższą i największą „dramę” w swojej karierze dotyczącą sprawy Leksia, który został pomówiony przez Konopskyy’ego o pedofilię (sprawa została już wyjaśniona). Youtuber Konopskyy nie zweryfikował informacji, które podał na swoim filmie, co pociągnęło za sobą nieprzyjemne konsekwencje. Wardęga zauważył, że dziewczyna z którą pisał Leksiu, miała mieć 15 lat, a nie 14 oraz to, iż Konopskyy nie przyznał tego, przez co zrujnował Leksiowi karierę.
Od 20 lutego do 30 listopada 2022 był współprowadzącym konferencję gal Fame MMA oraz Hype MMA. W lipcu 2023 powrócił do tej roli, będąc współprowadzącym konferencję przed galą Fame Friday Arena 1.
3 października 2023 opublikował film ukazujący kulisy pedofilii i groomingu na polskim YouTube. W filmie zaprezentował dowody obciążające Stuarta „Stuu” Burtona, Michała „Boxdela” Barona, Marcina Dubiela i Agatę „Fagatę” Fąk o zatajenie lub uczestniczenie w relacjach o charakterze pedofilskim z nastoletnimi dziewczynami. Film wzbudził kontrowersje w internecie i poza nim. O sprawie napisały największe polskie agencje informacyjne, w sprawie wypowiedzieli się także członkowie resortu sprawiedliwości, premier Mateusz Morawiecki i osoby publiczne. 4 października wiceminister sprawiedliwości Piotr Cieplucha przekazał zawiadomienie o możliwości popełnienia przestępstwa do Prokuratury Krajowej. 13 października 2023 Prokuratura Okręgowa w Warszawie zdecydowała o przedstawieniu Stuartowi Burtonowi zarzutów, 14 października Stuart Burton został aresztowany. 9 lutego 2024 Marcin Dubiel złożył w Sądzie Okręgowym w Mławie powództwo, oskarżając Wardęgę o pomówienie (art. 212 k.k.) w związku z aferą.

## Walki freak show fight
W grudniu 2020 roku jeden z właścicieli tzw. freakowej organizacji Fame MMA, Krzysztof Rozpara potwierdził udział w walce Sylwestra Wardęgi.
Wardęga swoją pierwszą walkę w formule MMA odbył 6 marca 2021 na gali Fame 9: Let’s Play, gdzie jego przeciwnikiem został youtuber Kacper „Blonsky” Błoński. Przegrał ten pojedynek poprzez tzw. technicznie poddanie techniką duszenie zza pleców w pierwszej rundzie, gdy nie chciał odklepać w matę pomimo ciasno zaciśniętego duszenia przez Błońskiego, w związku z czym stracił przytomność i sędzia ringowy poddał zawodnika.
2 października 2021 stoczył drugi pojedynek dla federacji Fame MMA, tym razem w formule bokserskiej rękawice skrzyżował z youtuberem Danielem „Dannym” Ferrerim. Początkowo miał zawalczyć w formule MMA z innym twórcą internetowym, Wojciechem „OjWojtkiem” Przeździeckim, lecz z powodu kontuzji kolana Wardęgi, jego walka nie mogła odbyć się w mieszanych sztukach walki i na zastępstwo wszedł nowy rywal. Pojedynek na gali Fame 11: Fight Club przegrał przez niezdolność do kontynuowania walki po drugiej rundzie w wyniku odniesionych obrażeń.
16 grudnia 2023 wystąpił podczas amatorskiej gali Bita Śmietanka 2, na której to uległ na punkty w walce bokserskiej Maksymilianowi Wysockiemu.
Po dwuletniej przerwie od walk w powrocie zawalczył przeciwko Sebastianowi Fabijańskiemu podczas walki wieczoru gali Fame: Reborn, która odbyła się 9 grudnia 2023 w łódzkiej Atlas Arenie. Niespodziewanie po 11 sekundach sędzia przerwał to starcie przez cios Wardęgi wyprowadzony w parterze w stronę Fabijańskiego, który w wyniku jego otrzymania oznajmił, że nie jest w stanie kontynuować tej walki, co doprowadziło do dyskwalifikacji Wardęgi.

## Życie prywatne
Od 17. roku życia zmaga się z cukrzycą typu 1.
Przez pierwsze lata życia mieszkał w Mławie, następnie przeprowadził się do Warszawy, gdzie przez rok studiował logistykę, po czym podjął studia psychologiczne, które porzucił na czwartym roku. Przez pewien czas mieszkał w Kenii, gdzie brał udział w akcjach humanitarnych.